# Écharpe (médecine)
Pour les articles homonymes, voir écharpe.

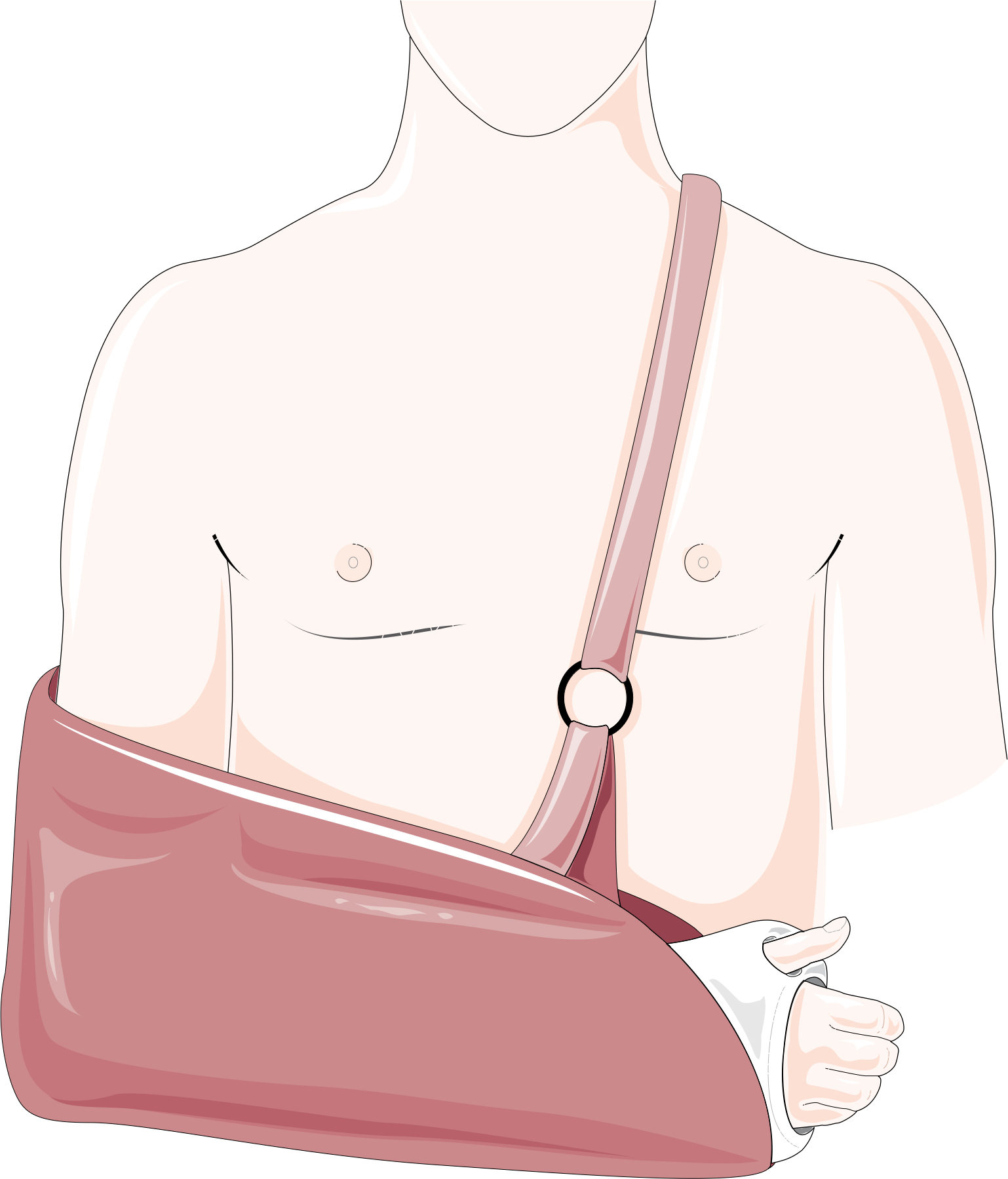
Écharpe

Le terme « écharpe » désigne une pièce de tissu utilisée en médecine pour supporter le bras, par exemple après un traumatisme ou pour éviter des douleurs.

## Le matériel médical
La position du membre supérieur qui diminue en général la douleur (position antalgique), en dehors d'une éventuelle contre-indication, est :
- main dans un plan vertical, pouce vers le haut (entre pronation et supination) ;
- bras pendant naturellement (coude au corps ou légèrement écarté du corps) ;
- coude plié pour avoir l'avant-bras horizontal.

Cependant, cette position fait travailler les muscles du membre supérieur ce qui contribue à la douleur, le bras donc doit être supporté. Il peut bien sûr l'être par l'autre main de la personne, mais l'écharpe permet de libérer cette main pour poursuivre d'autres activités et maintenir l'équilibre, et soulage les muscles.

### Après examen médical
Dans sa plus simple expression, l'écharpe est un anneau de tissu large qui passe sous le poignet à soutenir et sur l'épaule opposée (elle traverse donc la poitrine et le dos en diagonale) ; la largeur du tissu permet de répartir le poids sur l'épaule et d'éviter des douleurs. Dans le milieu médical, on utilise souvent un tube en jersey (tissu mélangeant coton et élastique) rembourré par de la ouate.
Ce type d'écharpe peut être utilisé pour soutenir un plâtre.

### Avant examen médical
Avant examen médical, par exemple en prompt secours, il faut utiliser une pièce de tissu en forme de triangle rectangle d'environ un mètre de côté. En effet, il ne suffit pas de soulager que le poignet mais tout l'avant-bras.
On s'attache à toujours laisser les doigts apparents afin de pouvoir en contrôler la coloration, la mobilité, la sensibilité et la chaleur. On enlève si possible les bagues et bracelets car le traumatisme s'accompagnera probablement d'un gonflement du membre.
Rappelons quelques termes :
- bras : entre l'épaule et le coude ;
- avant-bras : entre le coude et le poignet ;
- membre supérieur : de l'épaule à la main.

Pour l'écharpe :
- côté : côté de l'angle droit (petits côtés) ;
- base : hypoténuse du triangle rectangle (grand côté) ;
- pointe : angle droit ;
- chef : angle aigu.

#### Indications
La pose d'une écharpe est une technique délicate : en effet, il y a un risque de faire bouger le membre supérieur, ce qui pourrait aggraver un traumatisme, par exemple faire bouger le foyer d'une fracture, ce qui peut avoir des conséquences dramatiques : blessure interne, notamment risque d'hémorragie ou d'endommagement d'un nerf. Pour cette raison, elle a été supprimée de l'enseignement des premiers secours en France (AFPS) lors de la réforme de 2000.
La pose d'une écharpe est indiquée pour toute douleur du membre supérieur à l'exception de la main (donc de l'épaule au poignet), si la personne se présente spontanément dans la position évoquée ci-dessus ou si elle bouge d'elle-même son bras et peut adopter cette position, et que cette position est confortable.
En cas de choc, chute ou faux mouvement :
- pour une douleur, un gonflement, une déformation ou un hématome au poignet ou à l'avant-bras, ou une difficulté à bouger le poignet ou le coude : on posera une écharpe droite ;
- pour une douleur, un gonflement, une déformation ou un hématome au bras, ou une difficulté à bouger le coude et l'épaule : on posera une écharpe et une contre-écharpe ;
- pour une douleur, un gonflement, une déformation ou un hématome à l'épaule, ou une difficulté à bouger l'épaule mais pas le coude : on posera une écharpe diagonale.

#### Écharpe droite
Le but de l'écharpe droite est d'assurer un soutien uniforme de l'avant-bras et du poignet, à l'image d'un pont suspendu : le tissu reporte le poids de l'avant-bras sur les épaules, de même que les câbles du pont reportent le poids du tablier sur les pylônes. En cas de fracture, cela suffit à éviter que le poids du bras fasse bouger le foyer, mais ne remplace pas la pose d'une attelle qui seule permet d'immobiliser les articulations (coude et poignet) et le foyer de la fracture. En revanche, on pose couramment une écharpe par-dessus une attelle pour soulager le poids et éviter les mouvements de l'épaule.

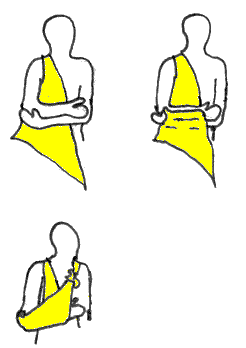
Pose d'une écharpe droite

Pour la poser : tandis que la victime supporte son bras :
1. on passe la base de l'écharpe entre l'avant-bras et la poitrine ; le chef du haut passe sur l'épaule du membre supérieur blessé ; le milieu de la base doit être au niveau du poignet, la pointe doit être au niveau du coude ;
2. un secouriste vient soutenir l'avant-bras blessé en mettant ses mains en dessous (le tissu de l'écharpe est donc entre les mains du secouriste et l'avant-bras de la victime) afin que la victime puisse dégager son bras sain ; soit le secouriste maintient sa position, soit la victime reprend son bras par en dessous ;
3. le chef qui pend est remonté sur l'épaule du membre supérieur sain ;
4. on vient nouer les chefs afin que l'écharpe passe derrière le cou de la victime (par exemple avec un nœud plat) ; on s'arrange pour que le nœud soit sur le haut du torse : il constitue un point dur qui, à terme, pourrait causer une douleur s'il se trouvait au cou ou à l'épaule ;
5. le chef est entortillé et rentré entre l'écharpe et le coude, ou bien épinglé à l'écharpe.

Il faut bien noter la manière dont se croisent les moitiés de la base sur la poitrine : la demi-diagonale verticale est celle qui est vers l'extérieur, ce qui permet d'exercer une « force de rappel » qui évite que le bras ne tourne vers l'extérieur ; la demi-diagonale en biais est contre la poitrine.
Si le traumatisme se situe à la main ou au poignet, on peut légèrement remonter la main par rapport au coude (environ 5 cm), afin de limiter le gonflement du membre, à condition que ce geste ne cause pas de douleur. Dans tous les autres cas, on respecte strictement la position spontanée du membre.

#### Écharpe droite et contre-écharpe
Dans le cas d'une fracture du bras, il faut empêcher l'épaule de bouger. La seule manière de le faire en préhospitalier est la pose d'une contre-écharpe. Une écharpe droite est d'abord posée comme indiqué ci-dessus, afin que le poids de l'avant-bras soit supporté par les épaules et non par le bras blessé. Puis :
1. un secouriste se place du côté du bras sain et place la base horizontalement en haut du bras lésé, la pointe pendant vers le bas au niveau du coude ;
2. il enveloppe la poitrine et fait passer la contre-écharpe sous l'aisselle du bras sain ; il noue les chefs légèrement sur la poitrine ou le dos, pour éviter que le nœud fasse un point dur lorsque la victime baisse son bras sain.

#### Écharpe diagonale
Le cas d'un traumatisme à l'épaule est différent des précédents :
- l'écharpe ne doit pas reposer sur l'épaule blessée ;
- la position de confort est en général le coude légèrement éloigné du corps, notamment en cas de luxation.

On pose donc une écharpe diagonale. Lorsque le coude est spontanément éloigné du corps, on peut mettre un linge plié sous l'aisselle du bras afin de soulager le poids.
Pour poser l'écharpe :
1. on passe un chef sur l'épaule saine ;
2. un secouriste vient soutenir l'avant-bras blessé en mettant ses mains dessous l'écharpe (le tissu de l'écharpe est donc entre les mains du secouriste et l'avant-bras de la victime) afin que la victime puisse dégager son bras sain ;
3. l'autre chef est passé dans le dos puis amené sur l'épaule saine ;
4. on vient nouer les chefs afin que l'écharpe passe derrière le cou de la victime (par exemple avec un nœud plat) ; on s'arrange pour que le nœud soit sur le haut du torse : il constitue un point dur qui, à terme, pourrait causer une douleur s'il se trouvait au cou ou à l'épaule ;
5. la pointe est entortillée et rentrée entre l'écharpe et le coude, ou bien épinglé à l'écharpe.

Les demi-diagonales passent donc en biais sur la poitrine et dans le dos.